# Timbré
Cet article concerne un roman. Pour le téléfilm, voir Timbré (téléfilm).
Timbré (titre original : Going Postal) est le trentième livre des Annales du Disque-monde de Terry Pratchett. Il s'agit également d'un nouveau début de cycle, en cela que les personnages de ce tome feront l'objet d'une suite, dans Monnayé. L'œuvre originale fut publiée en 2004. Traduit par Patrick Couton, il a été publié en France chez L’Atalante en mai 2008.

## Résumé
Moite von Lipwig, imposteur et arnaqueur, va devoir faire face à un choix capital : soit être pendu haut et court pour ses précédentes frasques, soit remettre sur pied l'ancien système des Postes d'Ankh-Morpork, tombé en désuétude depuis des lustres. Le choix est moins aisé qu'il n'y paraît, car le « poste » en question est bien plus dangereux et complexe qu'on ne pourrait le croire… Aidé de ses collègues facteurs et de l'irritable mais ô combien ravissante Adora Belle Chercœur, Moite von Lipwig devra faire face à la concurrence de la Compagnie des Sémaphores…

## Personnages
- Moite von Lipwig, ancien escroc, en pleine reconversion
- Adora Belle Chercœur, fumeuse invétérée
- Havelock Vétérini, Patricien d'Ankh-Morpork
- Tollivier Liard, vieux postier adepte de la médecine naturelle
- Yves Hertellier, facteur apprenti assez à « l'ouest »
- Jeanlon Sylvère

## Thèmes
- La poste, la concurrence entre les anciens et les nouveaux systèmes (la compagnie  des Clic-clac reposant sur un réseau de sémaphores), la destruction du service public par la recherche capitaliste du profit, la manipulation frauduleuse de réseaux d'information.
- « Le choix d'Hobson ».
- La rédemption du héros et la différence entre les « bons » et les « mauvais » criminels.
- Reprise des Trois lois de la robotique d'Isaac Asimov en les appliquant aux golems.

## Adaptations
Ce roman a été adapté en un téléfilm de deux épisodes : Timbré, diffusé en 2010.